# Ments meg engem, Uram
A Ments meg engem, Uram kezdetű gyászének a Tárkányi–Zsasskovszky énektárból való. Az énektárbeli szöveg a „Libera me Domine” kezdetű responzórium(en) fordítása.

## Kotta és dallam
| Ments meg engem, Uram! az örök haláltól, Ama rettenetes napon minden bajtól; Midőn az ég és föld meg fognak indulni, S eljössz a világot lángokban ítélni. | Reszket minden tagom, borzadok és félek, Földi pályát végzett szegény, bűnös lélek; Félek a naptól, mely vizsgálni fog s dúlni, Midőn az ég és föld meg fognak indulni. | Haragnak napja az, ínség s veszély napja, Nagy nap, mely a bűnöst gyötrelemnek adja; Midőn te, ki mindig éltél és fogsz élni, Eljössz a világot lángokban ítélni. |
| Örök nyugodalmat adj, ó Uram, néki, S örök világosság fényeskedjék néki: Hogy szent trónod körül ő udvarolhasson, S téged, boldogítót, örökké áldhasson.   | Ments meg engem, Uram, az örök haláltól, Ama rettenetes napon minden bajtól; Midőn az ég és föld meg fognak indulni, S eljösz a világot lángokban ítélni.               | |

## Felvételek
- SzVU 243 e-moll ban. YouTube (2014. február 4.)  (Hozzáférés: 2017. február 11.) (videó)